# 月光光心慌慌
《月光光心慌慌》（英語：Halloween）是一部於1978年上映的美國恐怖電影，為「月光光心慌慌系列電影」的首部曲。約翰·卡本特執導及編劇，同時他也身任配樂的工作。唐納·普萊森斯與潔美·李·寇蒂斯主演，該片也是寇蒂斯出演的第一部好萊塢電影。
電影的製作預算為30萬美元，而在美國票房收入4,700萬美元，其他地區2,300萬美元，全球共計7,000萬美元。2006年，美國國家圖書館以「重要文化、歷史和美學價值」為由，將《月光光心慌慌》列入國家電影登記表。

## 劇情
1963年的萬聖節前夕夜晚，美國伊利諾州的小鎮哈頓費爾德（Haddonfield），年僅6歲的男孩麥克·邁爾斯拿家中的菜刀，穿上小丑服裝殘殺他的17歲姐姐茱蒂絲·邁爾斯。麥克在對他自己犯下的弒親罪一言不發的情況下被關入沃倫縣的史密斯林療養院（Smith's Grove Sanitarium）。
15年後，1978年的萬聖節前夜，為麥克診斷的精神科醫生山姆·魯米斯陪他的同事來到療養院，準備將麥克接到法院進行隔天的審判。但山姆開車來到療養院後發現麥克已經逃離監禁，搶走他的車後一路回到他的老家哈頓費爾德。麥克一路上殺死一位修理工搶走衣服，闖入鎮上的五金店搶走一個白色面具、刀具和繩子。他回到即將出售的老家邁爾斯宅時，從門外看到本地女高中生洛莉·史特羅德來到門口，為她做房地產工作的父親留下賣房子用的鑰匙。麥克於是跟蹤洛莉一整天，而洛莉雖然時不時察覺到有人在跟蹤她，但在兩位好友安妮和琳達的陪伴下認為都是錯覺。
山姆推斷麥克這次逃出絕對會回去他的老家，來到小鎮不久發現麥克姐姐茱蒂絲的墓碑被偷走。他遇到安妮的父親兼本地警長的利·布拉克特，兩人開始搜索麥克的老家屋子，但只找到一具狗屍體。山姆試圖提醒布拉克特關於麥克的危險性，稱麥克即使患有多年的抑鬱障礙，但卻是一位本性兇狠、沒有恐懼的殘暴之人，對他人只會使用純粹的暴力手段。山姆同時不希望布拉克特通報出去，稱只是避免麥克躲入別人家中不出來。因此，布拉克特獨自開警車巡視萬聖節夜晚的街道，而山姆繼續留在房子前監視，以防止麥克會回家。
當天夜裡，洛莉和安妮分別在一條路對街的兩棟房子裡當保姆，洛莉照看男孩湯米·道伊爾，而安妮照看女孩琳賽·華勒斯，兩人卻不知道麥克早已跟蹤她們且潛伏在門口。安妮接到男友保羅的聯絡而準備去接他，她將琳賽帶到湯米家一起過夜，剛要開車去接男友時，躲在她車後的麥克直接將她掐住脖子且劃開喉嚨殺害。不久，琳達和她的男友鮑伯受安妮邀請而走進華勒斯宅，在床上發生性關係。鮑伯到樓下拿啤酒時，麥克當場刺殺他且將屍體釘在墻上，他隨後披上幽靈裝來假扮鮑伯，讓2樓的琳達放鬆警惕，而琳達剛要打給對街的洛莉就被麥克用電話線勒死。
洛莉見她的朋友都沒有回應而跑到華勒斯宅查看，首先在2樓床上找到安妮屍體，床上還擺著茱蒂絲的墓碑，而琳達和鮑伯的屍體也相繼出現。驚恐萬分的洛莉被旁邊的麥克襲擊，遭他劃傷手臂後掉下1樓，洛莉隨後跑回道伊爾宅迅速鎖上門，但麥克還是靠窗戶進去，洛莉只好獨自跟麥克對抗，湯米和琳賽跑出房子求救。洛莉用織衣服的棒針、金屬衣架、甚至還奪下麥克手中的菜刀傷到他，但麥克卻一次又一次地重新爬起來追殺她。這時，山姆因為找到被麥克偷走的汽車，沿路搜索時注意到逃出的湯米和琳賽，跑入道伊爾宅看見洛莉抵抗時，一度摘下過麥克的面具使他露出真容。山姆拿出左輪手槍對麥克射中整整6槍，使他從2樓陽台上墜下去。死裡逃生的洛莉受驚嚇而開始坐著哭泣，山姆跑過去檢查麥克的狀況時，卻發現掉到樓下的麥克再度消失無蹤。
電影結束前放出道伊爾宅、華勒斯宅以及邁爾斯宅的畫面，同時傳來麥克的沉重呼吸聲，表示他可能會在任何地方。

## 角色
| 演員                                 | 角色                                              | 簡介 |
| 唐納·普萊森斯 Donald Pleasence       | 山姆·魯米斯 Dr. Sam Loomis                        | 精神科醫生，幫殺害姐姐的麥克診斷15年，一直想辦法弄清楚麥克的心裡結構，使他能夠推測出麥克會做出的行動。                                                                              |
| 潔美·李·寇蒂斯 Jamie Lee Curtis      | 洛莉·史特羅德 Laurie Strode                       | 哈頓費爾頓的高中生，父親是做房地產工作，而她除了學校以外還兼任臨時保姆，無意間變成麥克的目標。                                                                                      |
| 尼克·坎斯羅 Nick Castle              | 麥克·邁爾斯／面具殺人魔 Michael Myers / The Shape | 一位戴著白色面具、手使菜刀的連環殺人魔，年僅6歲就殺死他的姐姐，關押15年後逃離監禁且回到老家，開始追殺洛莉等其他高中生。 威爾·桑丁飾演6歲時期的麥克，而東尼·莫蘭飾演面具之下的麥克。 |
| P·J·索爾斯 P. J. Soles               | 琳達·范·德·克拉克 Lynda Van Der Klok              | 本地高中生，洛莉的最好朋友之一，性情溫和但略顯乏味，給人一種“山谷女孩”的感覺。 |
| 南希·凱絲 Nancy Kyes                 | 安妮·布拉克特 Annie Brackett                      | 本地高中生，洛莉的最好朋友之一，和洛莉同樣作為閒職保姆，負責照看對街的琳賽·華勒斯。                                                                                                 |
| 查爾斯·賽佛斯 Charles Cyphers        | 利·布拉克特 Leigh Brackett                        | 小鎮本地警長，安妮的父親，是山姆向其通報麥克逃脫一事的唯一警察。 |
| 凱爾·理查茲 Kyle Richards            | 琳賽·華勒斯 Lindsey Wallace                       | 本地小學生，華勒斯家的富有千金，喜歡埋頭看恐怖電影且難以收手。 |
| 布萊恩·安德魯斯 Brian Andrews        | 湯米·道伊爾 Tommy Doyle                           | 本地小學生，因洛莉為其保母而熟識，相信“鬼怪”的傳說，在學校受同學欺負。 |
| 約翰·麥可·葛拉漢 John Michael Graham | 鮑柏·辛姆斯 Bob Simms                             | 琳達的男友，兩人老是在一起廝混，有時會偷偷跑到華勒斯宅親熱。 |
| 南希·史蒂芬斯 Nancy Stephens         | 瑪莉詠·錢伯斯 Marion Chambers                     | 護士，山姆·魯米斯的同事，跟著他到療養院時被麥克襲擊且搶走車。 |
| 亞瑟·馬雷特 Arthur Malet             | 安格斯·泰勒 Angus Taylor                          | 小鎮墓園的看守者，他坐鎮的墓地埋葬著茱蒂絲·邁爾斯。 |
| 米奇·亞布倫斯 Mickey Yablans         | 里奇·坎斯托 Richie Castle                         | 本地小學生，經常欺負湯米，欺騙他關於鬼怪的傳說。 |
| 布蘭特·列·佩吉 Brent Le Page         | 隆尼·伊雷姆 Lonnie Elam                           | 本地小學生，里奇的跟班，同樣常欺負湯米。 |
| 亞當·霍蘭德 Adam Hollander           | 凱斯 Keith                                        | 本地小學生，同樣常欺負湯米。 |
| 珊迪·強森 Sandy Johnson              | 茱蒂絲·瑪格麗特·邁爾斯 Judith Margaret Myers      | 麥克的17歲姐姐，15年前遭年幼的麥克手刃而死，而麥克至今沒有給出殺死她的原因。 |
| 大衛·凱爾 David Kyle                 | 丹尼·霍吉斯 Danny Hodges                          | 茱蒂絲的男友，在茱蒂絲被殺前跟她短暫發生親熱，卻變成最後碰面。 |
| 彼得·葛瑞芬斯 Peter Griffith         | 摩根·史特羅德 Morgan Strode                       | 洛莉的父親，從事房地產工作，即將拍賣棄置多年的邁爾斯宅。 |

## 發行

### 評價
根據爛蕃茄上收集的54篇專業影評文章，其中50篇給出了「新鮮」的正面評價，「新鮮度」為93%，平均得分8.5分（滿分10分）。幾年後，電影獲譽為經典之作，並有許多人將本片列為1978年中最好的電影之一。

### 榮譽
《月光光心慌慌》於1979年由科幻、奇幻及恐怖電影學院提名至最佳恐怖電影，但不敵《異教徒》（1973年）。2001年，電影在美國電影學會評選出的百年百大驚悚電影中名列第68名。而在美國精彩電視台選出的最佳百大恐怖電影瞬間（2004年）排名第14。2006年，電影因「重要文化、歷史和美學價值」為由，獲美國國家圖書館列入國家電影登記表之中。2008年，《月光光心慌慌》名列帝國雜誌「有史以來最偉大的500部電影」之一。
美國電影學會：
- AFI百年百大驚悚電影 - 第68名
- AFI百年百大英雄與反派
  - 麥克·邁爾斯 - 反派提名[16]
- AFI百年百大電影十周年版 - 提名[17]

## 外部連結
- 互联网电影数据库（IMDb）上《Halloween》的资料（英文）
- AllMovie上《Halloween》的资料（英文）
- 爛番茄上《Halloween》的資料（英文）
- Box Office Mojo上《Halloween》的資料（英文）